# Santa Capella de París

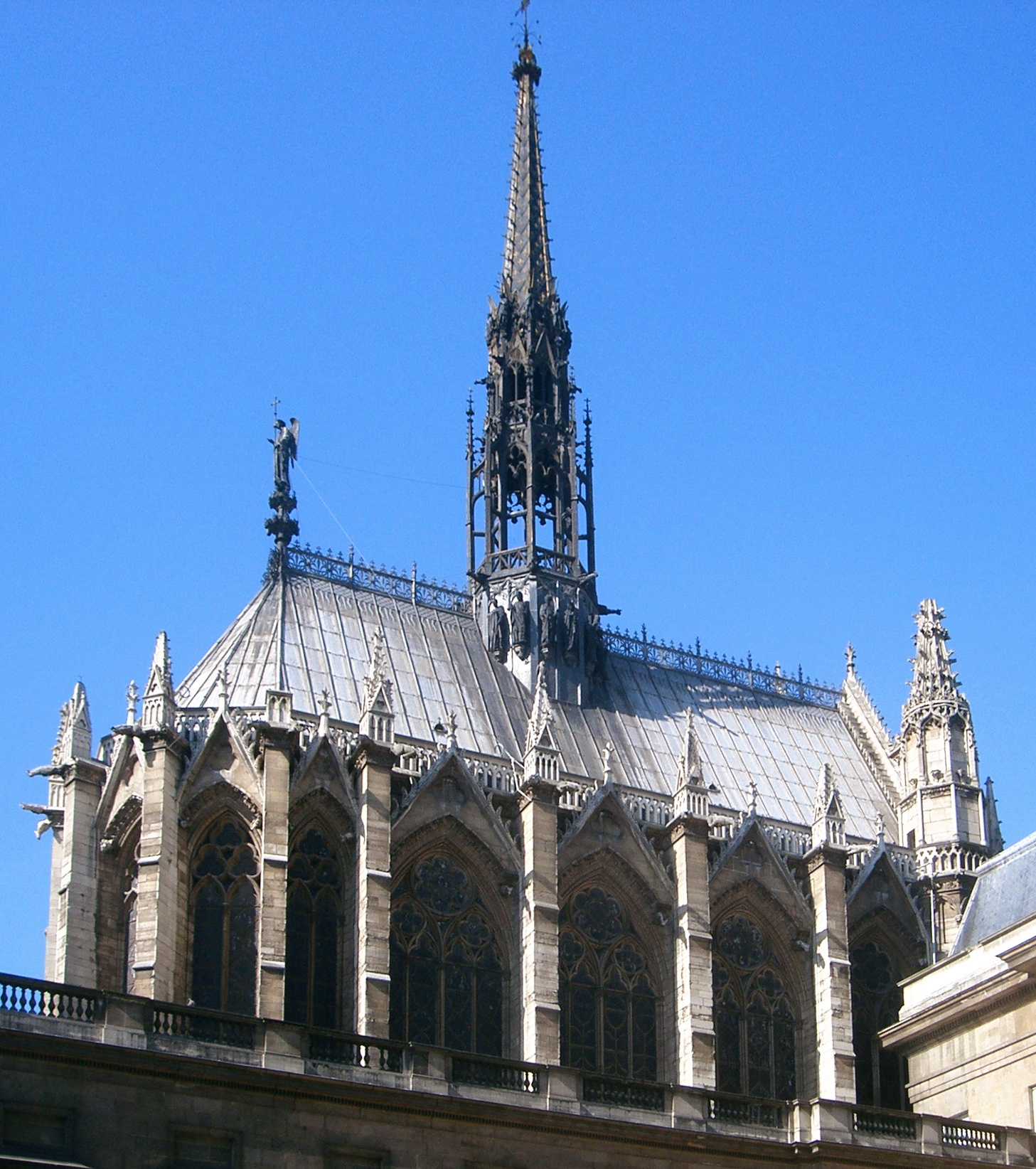
La Sainte-Chapelle

La Santa Capella de París (en francès La Sainte-Chapelle) és una església gòtica, estreta i coberta amb volta, que va ser construïda a París entre 1242 i 1248, per ordre de sant Lluís, amb la finalitat de conservar-hi diverses relíquies de la Passió de Crist, com ara la corona d'espines i un tros de la creu. Antigament va ser la capella del Palau de la Cité, ara desaparegut.
Les vidrieres de profunds colors en pedra festonejada i l'excel·lent restauració dels murs i de les columnes, feta per Eugène Viollet-le-Duc amb Félix Duban i Jean-Baptiste-Antoine Lassus, atorguen una delicada bellesa a l'edifici.
Existeixen diverses "Santes Capelles" de Lluís IX i dels seus successors, com per exemple la Santa Capella al castell de Vincennes, que també va manar construir el rei Lluís IX. Bona part d'elles es conserven actualment. Entre altres requisits, perquè una capella a França pugui erigir-se en Santa Capella, ha de ser propietat reial i ha de guardar relíquies.

## Arquitectura
El projecte es deu, probablement, a Pierre de Montreuil, que la va edificar en un temps rècord: de 1242 a 1248. Aquest edifici és una petita obra mestra de l'art gòtic que alguns arquitectes consideren que assenyala l'apogeu d'aquest art. Concebuda com un preciós joier destinat a contenir valuoses relíquies, havia de servir, també, com a capella reial construïda dintre del mateix palau, a l'île de la Cité. Se superposen dues capelles, la inferior per a la gent comuna, i la superior per a la cort del rei, com era costum a les construccions dels palaus reials de l'edat mitjana. En principi, no es podia accedir a la capella alta més sinó per mitjà de les galeries superiors del palau, ja que no es va preveure la construcció d'una escala exterior.

## Capella baixa o inferior

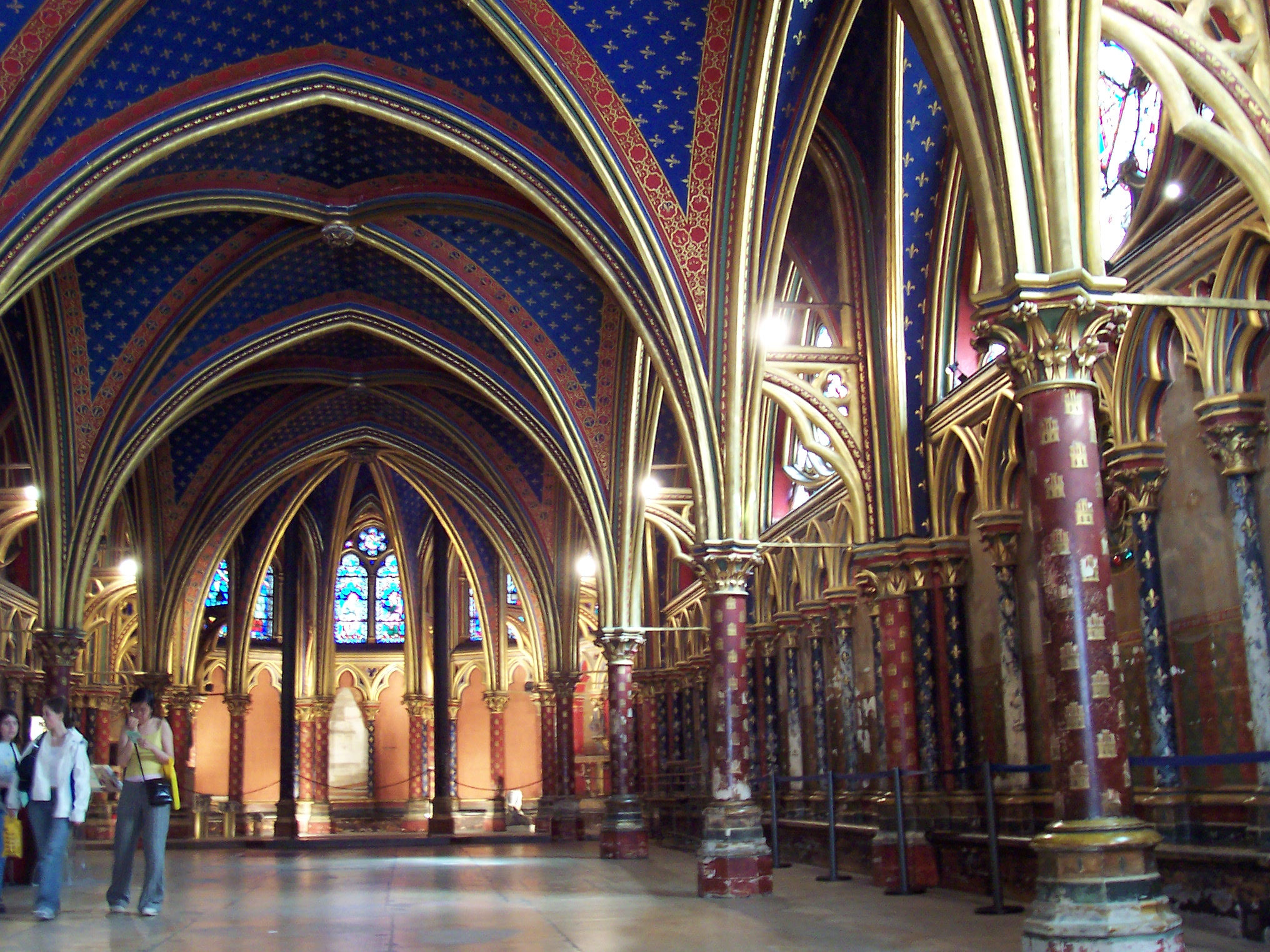
La capella inferior

La capella baixa, dedicada a la Mare de Déu, accessible per a la gent en general i el servei de palau, suporta la capella alta (o superior). El sostre, sostingut per infinitat de columnes, aguanta el pes de tot l'edifici; la capella baixa es va construir per la seva utilitat funcional i arquitectònica, ja que va permetre alleugerir al màxim la construcció de la capella alta i suportar-ne tot el pes.
Aquesta església té tres naus; la del centre és enorme, d'una gran riquesa de decoració policromada. La superior té una nau de 20 m d'altura. Sobre cada pilastra s'aixeca l'estàtua d'un apòstol.

## La capella alta (o superior)

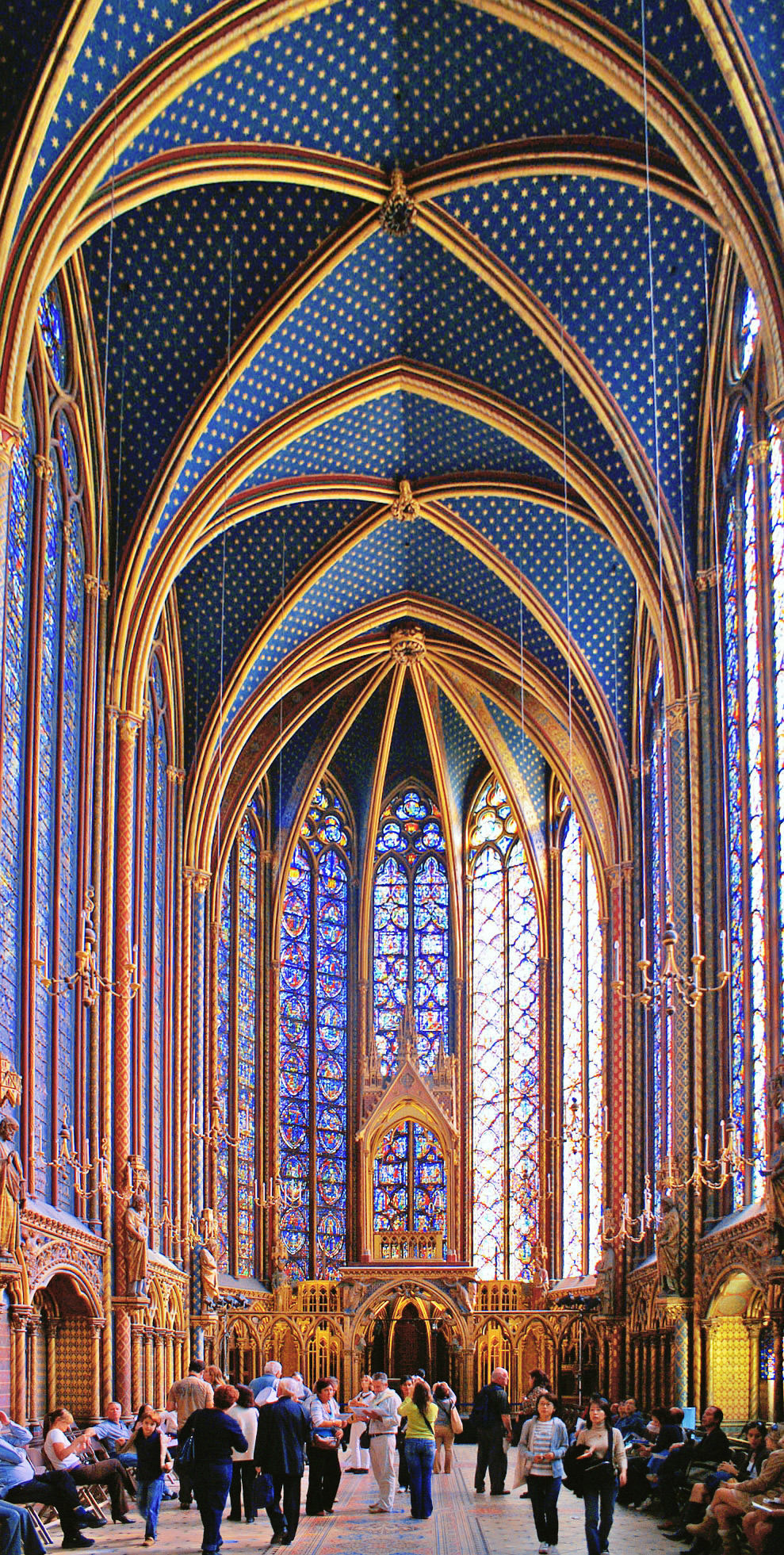
La capella superior

Les parets de la capella alta van ser suprimides i reemplaçades per uns alts finestrals que deixen passar la llum i que estan separats per un conjunt de columnes de gran finesa. Les vidrieres representen escenes religioses. Van ser dissenyades expressament, situant els personatges reials segons els seus càrrecs: les vidrieres recorden el rei David o el rei Salomó, personatges que són situats prop del rei francès.
Les vidrieres constitueixen un conjunt homogeni; els colors dominants són el vermell i el blau, que donen a la capella un colorit espectacular.
Les finestres de la nau, de 15,35 metres d'alt per 4,70 metres d'ample, estan dividides per quatre ogives, damunt de les quals hi ha una rosassa de sis lòbuls i dos quadrilòbuls (element gòtic en forma de trèvol de quatre fulles). Les finestres de l'absis, de 13,45 metres d'alt per 2,10 d'ample, només tenen dues ogives i tres trilòbuls (element en forma de trèvol).
Les escenes de les vidrieres representen: 
- el Gènesi
- l'Èxode
- el Llibre dels Noms
- el Llibre de Josuè
- el Llibre dels Jutges
- el Llibre d'Isaïes

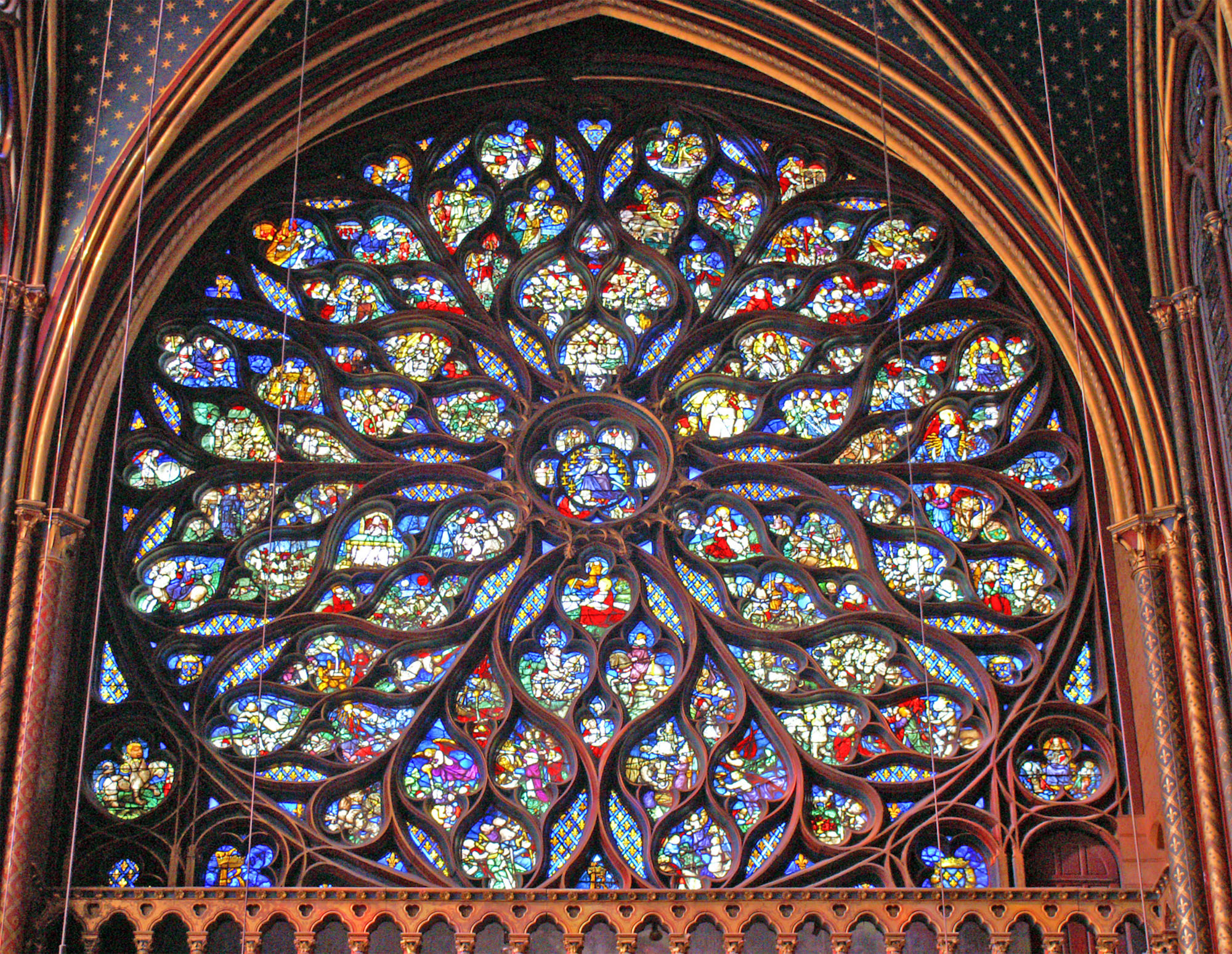
Rosetó

- Joan l'Evangelista i la infància de Crist
- la Passió
- la vida de Sant Joan Baptista i el Llibre de Daniel
- el Llibre d'Ezequiel
- el Llibre de Jeremies i el Llibre de Tobies
- els Llibres de Judit i de Job
- el Llibre d'Ester
- els Llibres dels Reis
- la història de les relíquies de la Passió de Jesús

La rosassa (al costat sud), de nou metres de diàmetre, representa l'Apocalipsi.

## Altres curiositats
Al principi, un petit edifici annex va ser construït prop de l'absis. El nivell inferior servia de sagristia, mentre que, a la peça situada al nivell de la capella alta, es guardaven les relíquies. Aquest annex va desaparèixer el 1777, quan es va reconstruir el palau.
L'agulla és nova. Hi ha un total de 15 vidrieres (gairebé totes del segle xiii) separades per 15 fines columnes que s'eleven 15 metres, fins a un sostre policromat, en blau, amb estrelles.
La cantant d'òpera islandesa Björk va oferir dos concerts a la capella alta el 23 i el 25 d'agost de 2001.

## La Restauració de la Sainte-Chapelle

### Motius

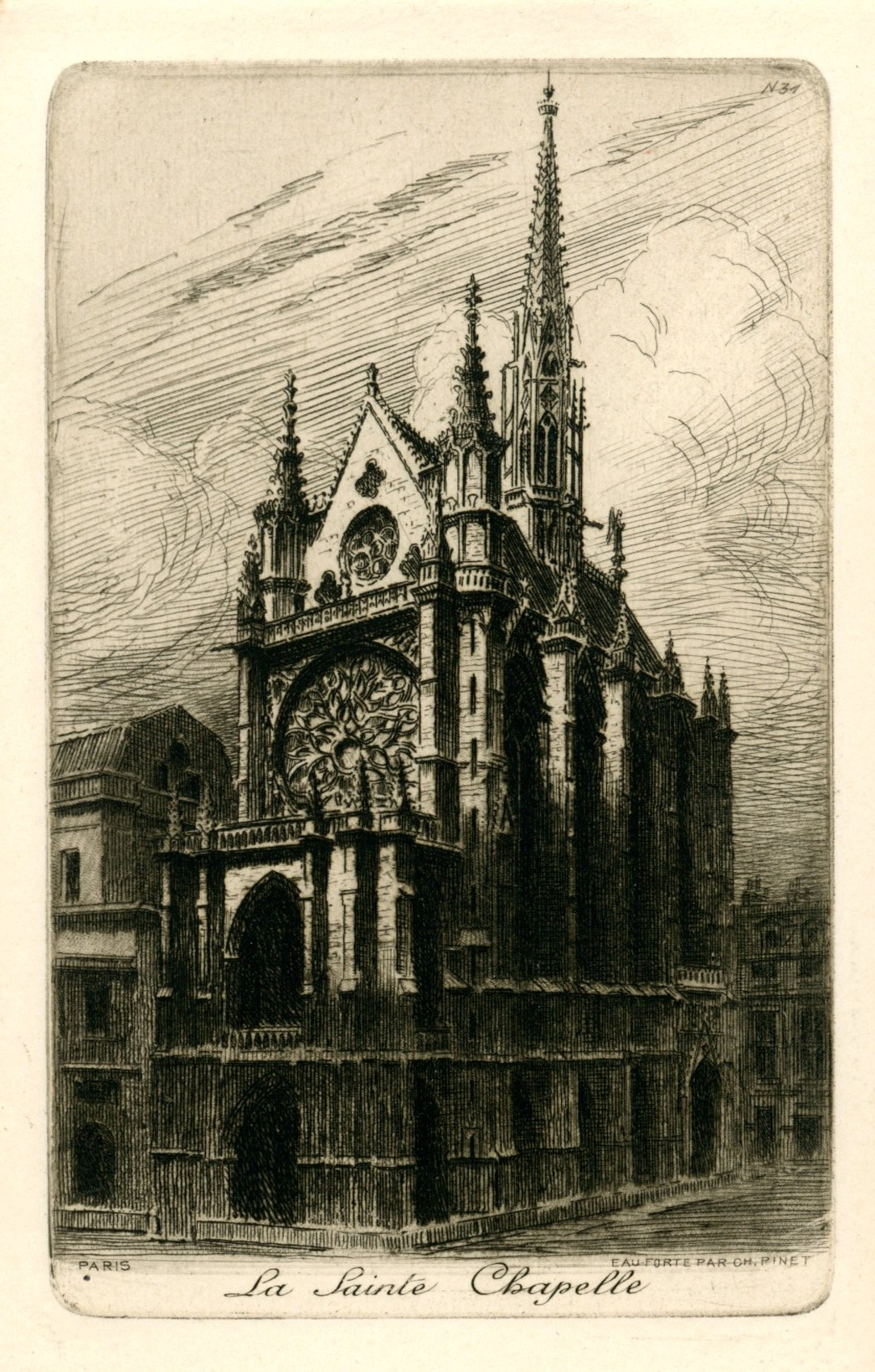
Dibuix de la façana de la Sainte Chapelle, on es visualitza el seu conjunt arquitectònic i elements destacats com el rossetó o la fletxa.

La restauració de la Sainte Chapelle fou deguda a una sèrie de degradacions que es varen produir en el transcurs del temps. Les causes principals d'aquesta decadència van ser tres esdeveniments de gran rellevància. En primer lloc, l'incendi provocat l'any 1630, el qual acabà amb bona part de la construcció. Seguidament, i en segon lloc, l'any 1690 el riu Sena es desbordà, afectant amb gravetat els vitralls de la capella baixa, els quals foren totalment destruïts. I, finalment, el que acabà d'afectar el gran reliquiari fou el segon incendi, el de l'any 1776, que contribuí a la degradació de l'edificació i va provocar que aquesta caigués a trossos.
Durant la Revolució Francesa (1789-1799) les relíquies de la Sainte Chapelle foren retirades de l'edifici, traslladant-les a altres basíliques per tal d'aconseguir la seva conservació. Aquest despoblament de la Santa Capella s'inicià el 1791, quan gran part del conjunt de les relíquies fou traslladat a la Basílica de Saint-Denis, mentre que l'orgue principal es dugué a la capella de Saint Germain l'Auxerrois. Dos anys després, el 1793, algunes de les relíquies del conjunt arquitectònic i altres objectes d'or i argent varen dur-se a la Monnaie amb la intenció que es fonguessin. Entre aquests objectes es trobaven diverses corones, flors de lis, una fletxa abattue i escultures. Tot i que una bona part de les relíquies foren degradades o foses, la corona d'espines es va poder salvar i es portà a la Catedral de Notre Dame.
Com a conseqüència d'aquests actes i trasllats, la Santa Capella va quedar totalment nua, perdent la seva funció original

### La restauració

#### El projecte de restauració
Uns anys abans de considerar que la restauració de la Santa Capella era necessària, el 1790, en vista del desastre organitzat a la basílica, degut als desafortunats incidents que s'hi produïren, s'havia arribat a considerar l'opció d'enderrocar la construcció degut al seu precari estat. Tot i això, finalment, aquesta demolició no va arribar a executar-se. 

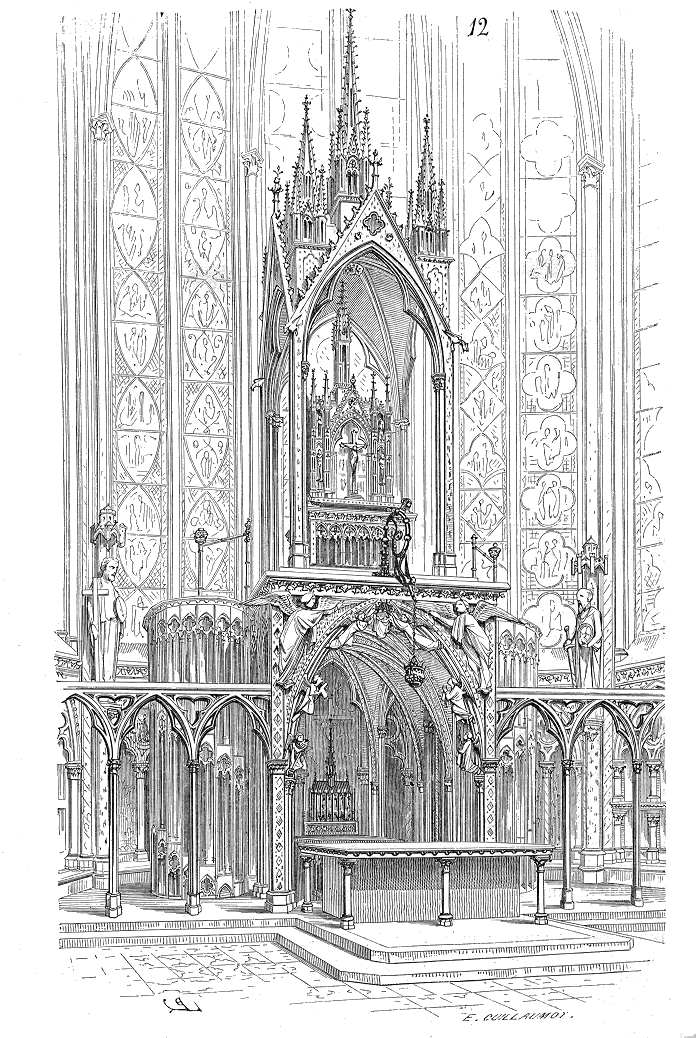
Dibuix antic de l'altar de la Santa Capella

Va ser uns anys després, quan es va pensar en l'opció de restaurar la capella amb l'objectiu de donar-li una utilització per tal d'aconseguir salvar la construcció arquitectònica. D'aquesta manera, l'any 1836, abans d'iniciar els treballs de restauració, es van deixar clares les prioritats d'aquesta reforma. En primer lloc, es volia restaurar el mur del frontó de la façana, el qual tenia una escletxa d'unes dimensions considerables, de 4,5 a 6 metres, aproximadament. En aquest cas, era indispensable arreglar la dita escletxa, ja que, la seva magnitud provocava la dilatació i la contracció de la paret mestra, de tal manera que la seva degradació era extrema i hi havia moltes possibilitats que s'esfondrés en poc temps. D'altra banda, es parlà de la importància de restaurar els frontons del coronament de la capella, que estaven en un estat precari degut a l'aigua de les pluges i a les diverses degradacions produïdes en els anys precedents, la qual cosa començava a convertir-se en ruïna i necessitava una solució immediata. La seva reparació es considerava realment urgent per tal d'evitar l'enderroc del contrafort que subjectava la volta i, per tant, per evitar la destrucció del conjunt. Seguidament, s'havia de continuar treballant amb el cim dels contraforts que suportaven els pinacles i es trobaven molt degradats, així com amb la restauració dels capitells i les columnes de les torres. Tot i això, en cap moment es va deixar de banda els vitralls que tant caracteritzaven a l'edifici, en aquest cas, l'efecte del sol va provocar que els vidres sortissin dels seus respectius compartiments i quedessin totalment esmicolats en caure a terra, de tal manera que era necessari recuperar-los i realitzar uns vitralls nous exactament iguals als originals. 

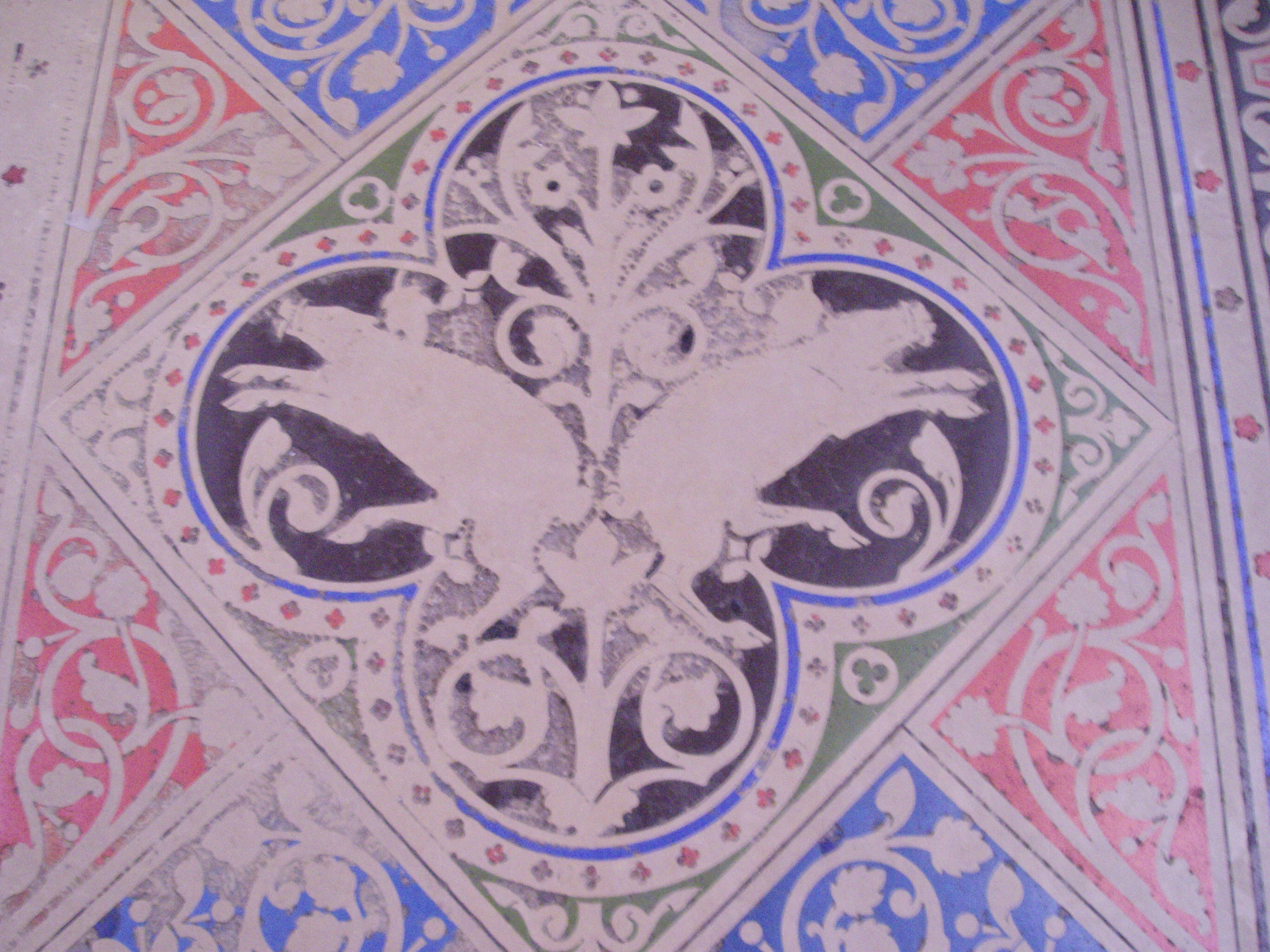
Enrajolat de la capella alta

D'aquesta manera, no va ser fins a l'any següent, el 1837, que aquesta situació va començar a evolucionar positivament. Aquell any, Jean Baptiste Lassus (1807-1857), arquitecte francès especialitzat en les construccions de l'edat mitjana, va presentar un treball històric i gràfic sobre la construcció de la Santa Capella, el qual estigué documentat amb precisió i amb l'ajuda de fonts realment variades, com ho són els textos dels arxius, els dibuixos antics, les representacions que es trobaren o els vestigis esculpits d'aquesta capella que foren enterrats. Aquest acte evidenciava la importància d'aquesta restauració i va portar a Felix Duban (1798-1870), un altre arquitecte francès, a fer-se càrrec de la responsabilitat de la restauració, conjuntament amb Lassus. Així doncs, Jean Baptiste Lassus esdevé el primer inspector dels treballs de restauració de la Santa Capella, qui realitzà pràcticament tota la reforma, mentre que Felix Duban n'és considerat un dels seus principals arquitectes. En aquell moment, Lassus va rebre una medalla d'or pel seu projecte de restauració, ja que el senyor Séguier, president del Tribunal Reial, va aprovar el projecte un cop aquest fou analitzat pel Ministeri de l'Interior i el Consell de Construccions Civils.
En aquest moment, Felix Duban, exposà la seva intenció de restaurar l'enrajolat de la capella, així com els capitells, les columnes, les escultures dels diferents sants i apòstols i la volta.
El pressupost per tal de realitzar els treballs de restauració a la Santa Capella de París era de 600.000 francs, uns diners que el conseller de les Construccions Civils, el senyor Biet, considerava suficient per dur a terme les obres a la gran capella.
Així doncs, la construcció arquitectònica es va convertir en un lloc d'investigació arqueològic en el qual es treballava per tal de recuperar l'aspecte inicial de la construcció, una restauració que es va dur a terme per Felix Duban, Jean Baptiste Lassus i Émile Boeswillwald, els quals van ser en tot moment aconsellats per Viollet-le-Duc, que tenia una mentalitat vers la restauració molt diferent a la de l'arquitecte Duban. Tot i això, finalment, els tres personatges emblemàtics aconseguiren arribar a un acord amb la decisió de reconstruir l'església a l'estil del segle xiii.
Aquesta s'acabà convertint en una de les primeres obres arquitectòniques d'art gòtic que foren restaurades.     

#### Els treballs de restauració

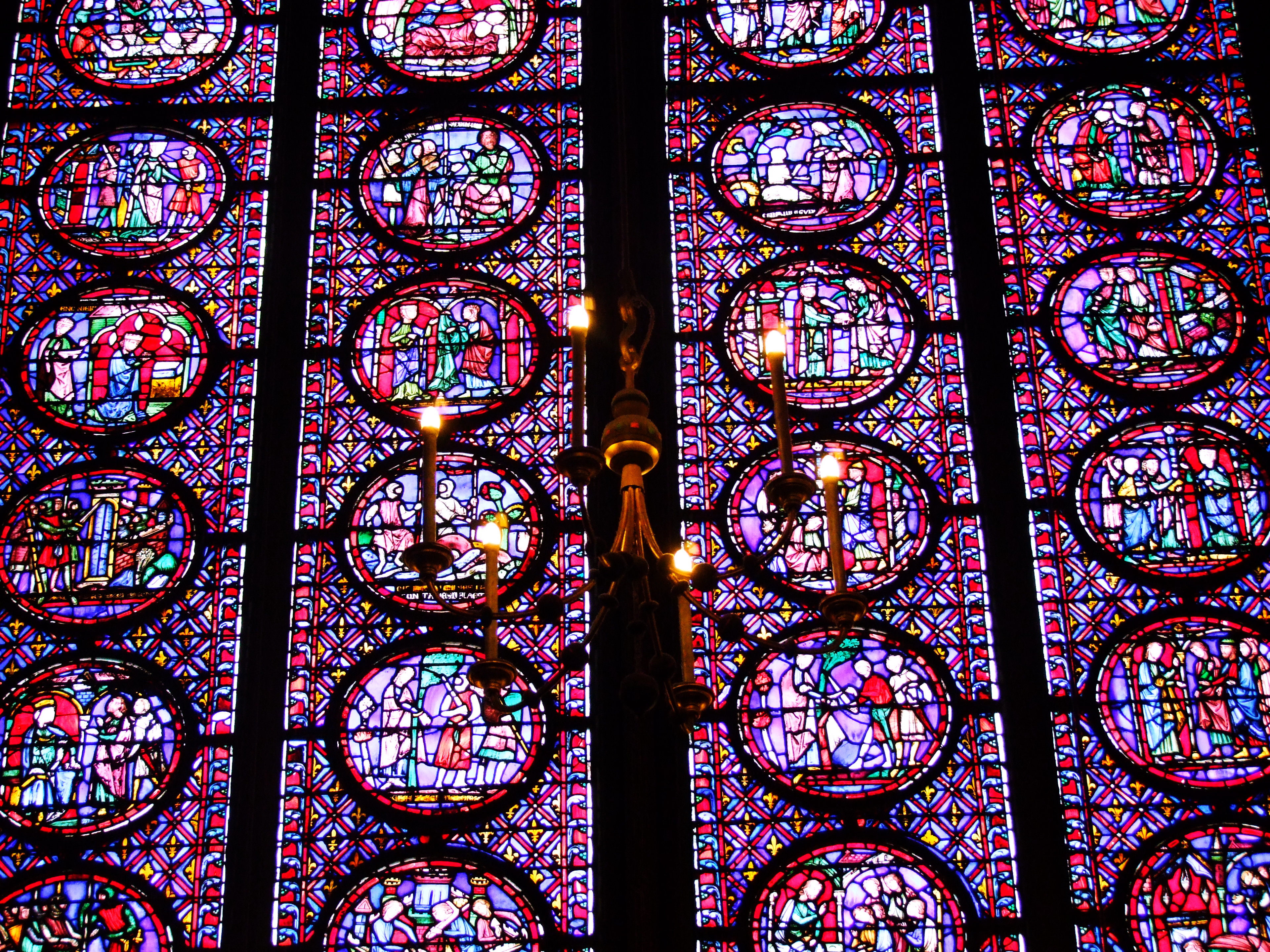
Vitralls de la capella alta de la Sainte-Chapelle
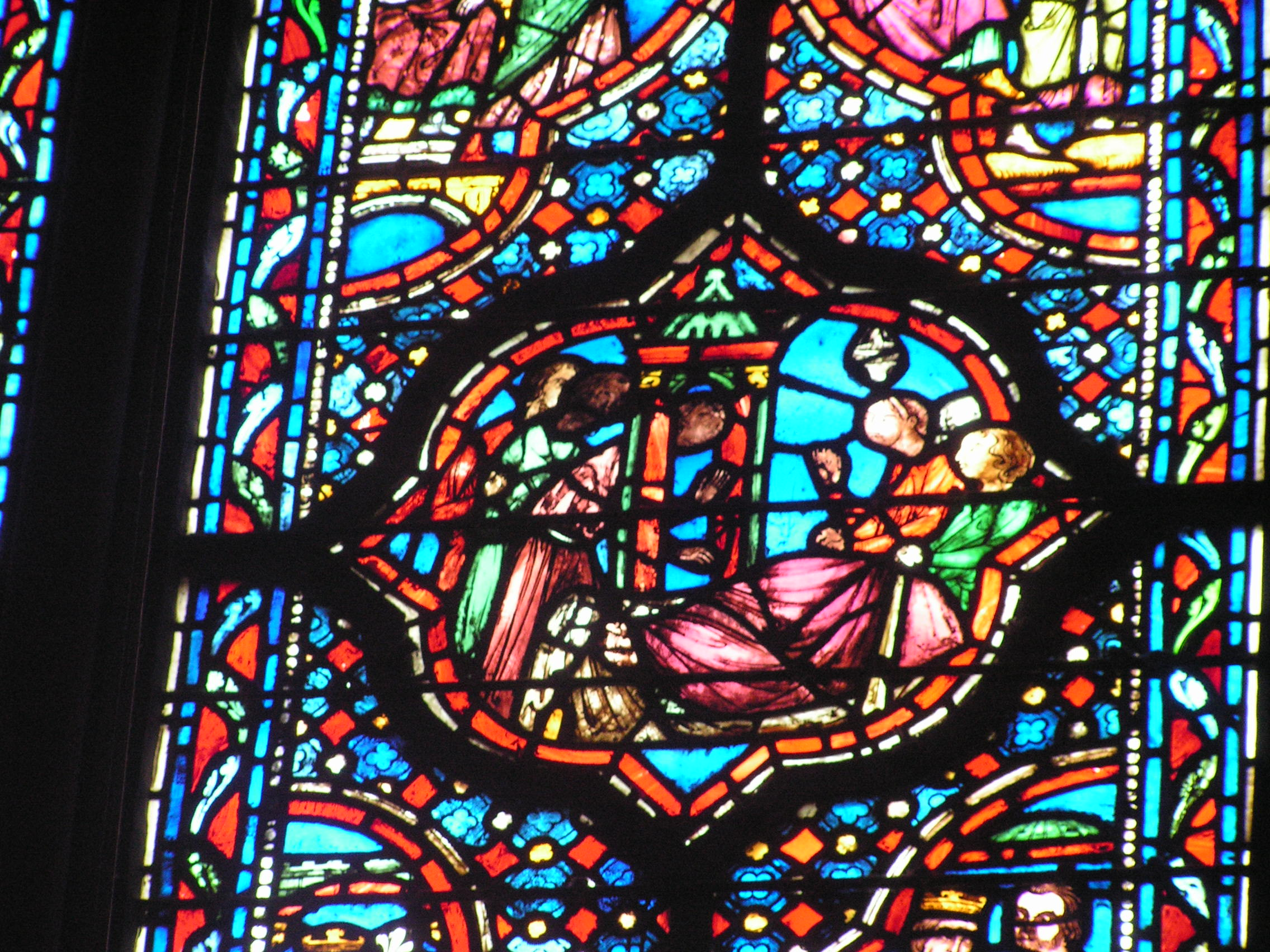
Detall d'un vitrall de la capella alta de la Sainte-Chapelle
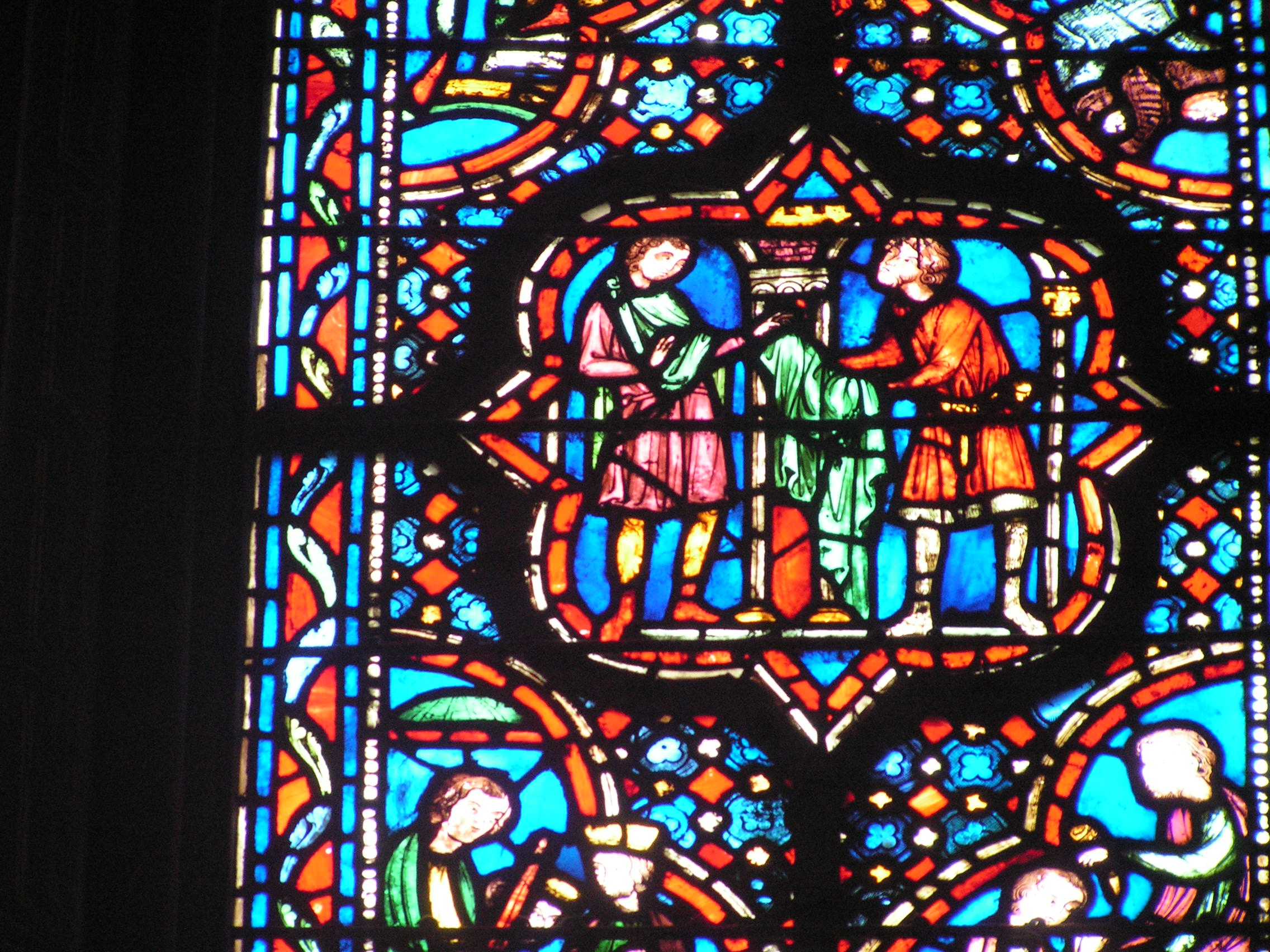
Detall d'un dels vitralls de la capella alta de la Sainte-Chapelle
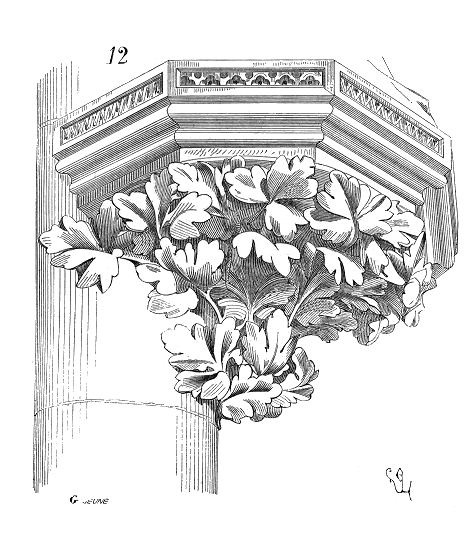
Element decoratiu anomenat cul-de-lampe
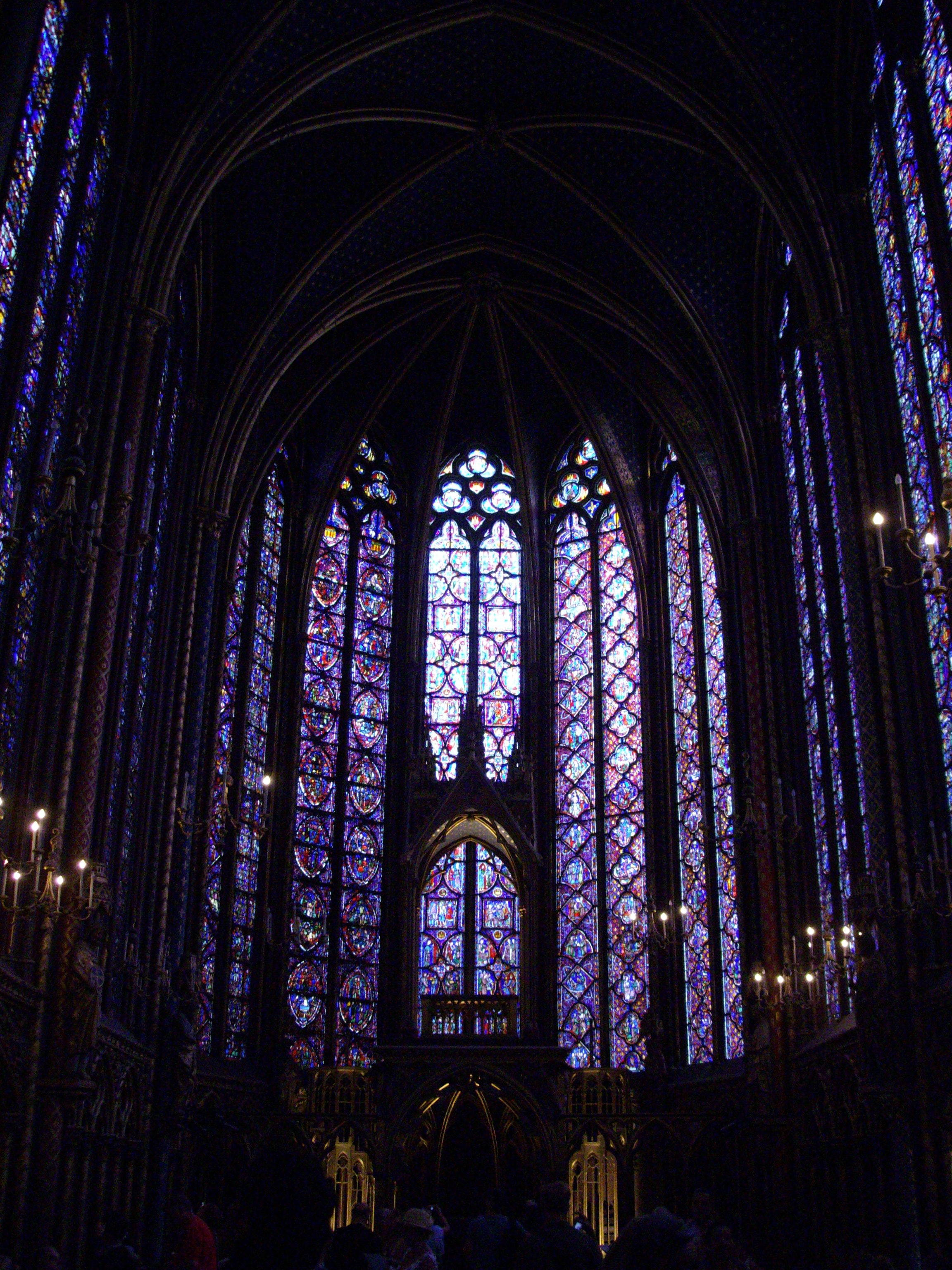
Vitralls de la capella alta
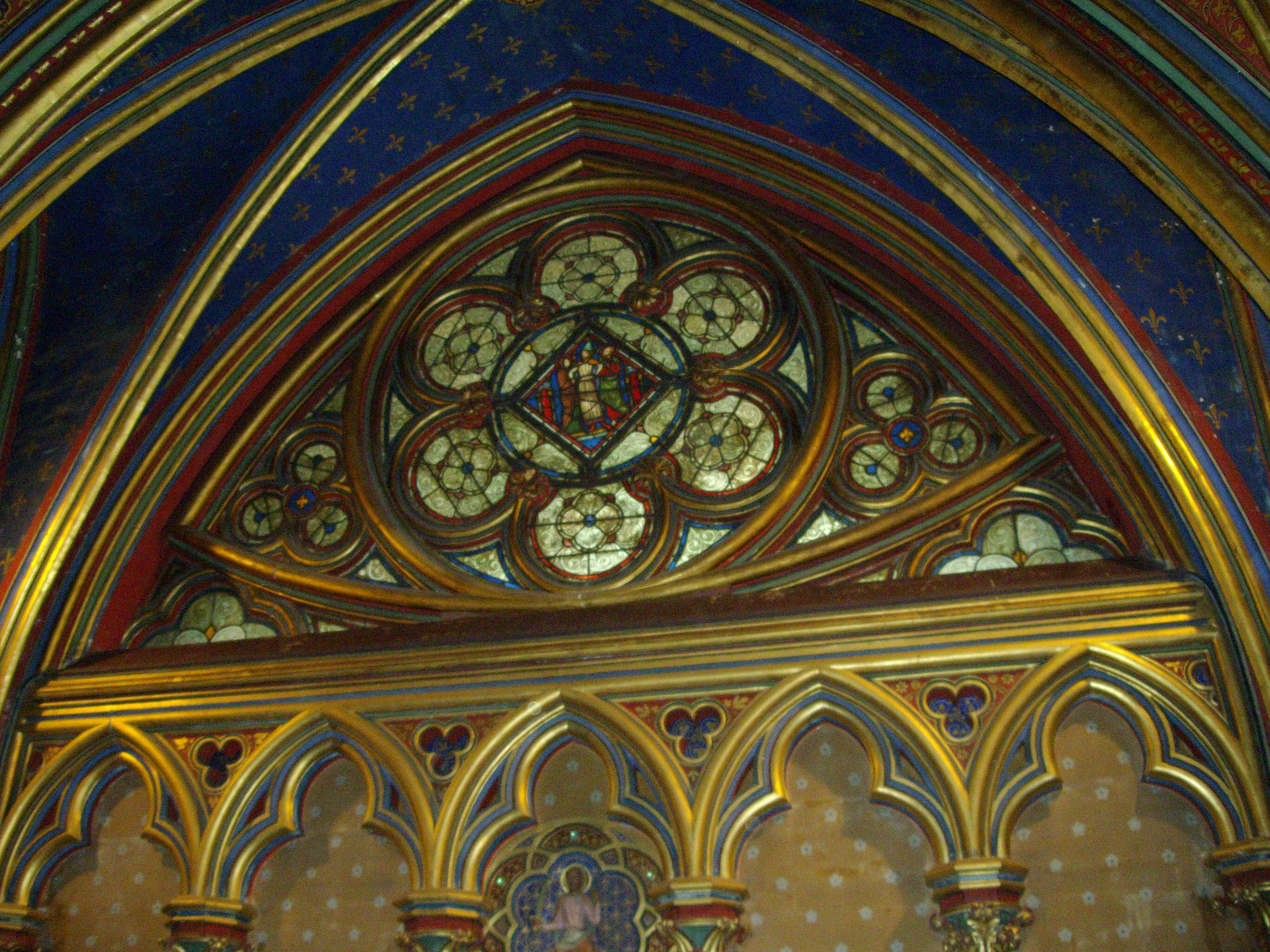
Vitrall de la capella baixa

Tot i que es considera que els treballs de restauració de la Santa Capella van començar l'any 1840, no va ser fins un any després, el 1841, quan es van dur a terme realment. Els arxius existents sobre aquesta restauració, però, mostren el gran nombre de llacunes que hi ha en la història d'aquesta restauració, un fet que impossibilita el coneixement complert del treball, ja que no existeix cap document que expliqui els esdeveniments que es produïren del 1836 al 1840 i de l'any 1849 al 1850, entre d'altres. Tot i això, les diverses fonts exposen que el 1841 fou col·locada una bastida a l'exterior de la Santa Capella i els vitralls de l'edificació foren recoberts per un conjunt de panells de grans dimensions de fusta per evitar-ne la degradació. Aquest mateix any, es van restaurar vuit dels catorze contraforts que es trobaven en l'edifici i es van refer completament quatre pinacles, l'estat dels quals tenia un nivell de degradació tan elevat que va ser impossible seguir amb el projecte proposat a l'hora de restaurar dits elements. En aquest moment es canvia el sistema de desaigües per tal que les pluges no tornin a afectar l'edifici i es comença a restaurar algunes de les columnetes, així com una part de l'escultura, a la que s'hi afegeixen cinc figures noves, que foren pintades i posteriorment daurades.
Seguidament, l'any 1842, s'inicien els treballs de restauració del quart tram de la nau. Al mateix temps es restauren els sis contraforts que varen quedar pendents l'any anterior, deu pinacles i vint-i-sis gàrgoles. També es va substituir l'encadenat antic que hi havia a la part superior d'aquesta construcció, també anomenada golfes, i la balustrada que havia de coronar l'edifici fou modificada. En aquest moment, a més, es restaura una bona part de les pintures que es trobaven a l'interior de la capella i es comença a col·locar algun dels vidres blaus que compondrien els vitralls majestuosos i tan característics de l'arquitectura gòtica. En aquest moment, els treballs de restauració es continuen en bona part de l'exterior de dita capella, a l'inici de l'any 1843, moment en què es restaura la balustrada del coronament, les torres i el frontó de la façana occidental. En l'interior, però, també es realitzaren diverses execucions, dutes a terme per l'escultor Henri de Triqueti, encarregat de la restauració de les escultures de la capella alta, uns treballs que volia realitzar per un valor d'11.188 francs quan el seu pressupost era de 8.427,50. Aquest acabà restaurant els detalls dels àngels dels capitells i les fulles dels mateixos capitells. Es continua arreglant la fissura que s'observava en l'enorme rosassa, la qual ja havia estat restaurada prèviament, un segle després de ser realitzada, i es deixà per més endavant la restauració dels seus vitralls, sobre els què s'hi incidí l'any 1851.
A més, durant el transcurs d'aquest 1843, es reparen petites parts arquitectòniques de l'interior de l'edifici: les arcades, columnes, cornises, arcs, capitells i murs, bàsicament, més els elements decoratius que hi havia a l'entrada de la sagristia. Ens trobem en un moment en el qual s'inicia la restauració de l'antiga escala localitzada entre la tribuna i el cor, un lloc on s'introdueix la construcció d'una còpia de l'escala esmentada que combina a la perfecció amb l'original gràcies a la seva espectacular decoració, uns treballs que es donen per finalitzats el 1844. Abans d'iniciar aquest 1844, però, es decideix elevar les zones antigues de la tribuna, com les columnes, cornises i l'enllosat que la completaven, elements que són rebaixats i no esculpits. Just per sota aquesta zona, en la planta baixa, es restauren les dues columnes que servien per suportar el pes de la tribuna citada. 
L'any 1844, es realitza la figura d'un apòstol que va ser pintat en daurat i realçat amb pedreria per tal de decorar l'interior de la Santa Capella. Aprofitant bona part dels elements originals, es construeix una nova balustrada de tres arcs i es refan les voltes del porxo, així com les escultures de les tribunes restaurades. En l'exterior de la construcció, però, s'eliminen totes les zones extremadament malmeses que resulten impossibles de conservar degut al seu elevat estat de degradació i es procura construir-les de nou, tenint com a referent els originals. Un any després, es continuen els treballs realitzant una reconstrucció de les corones de flor de lis que formen la base de la volta i de les torres i les corones d'espines. S'extreuen bona part dels pinacles i pedestals malmesos en l'exterior i se'n construeixen de nous al seu lloc. A més, es comença a esculpir capitells i diversos elements decoratius anomenats cul-de-lampe, així com dos caps de Crist realitzats amb fusta i dues ales de querubins.
Posteriorment, el 1846, es demana una subvenció econòmica de 100.000 francs, uns diners que són destinats a la restauració de diversos contraforts de la façana i a la realització d'un encadenat per tal d'unir el porxo al cos de l'edifici. Aquest any es continuaren els treballs de pintura i ornamentació als absis i als trams laterals, els quals es donaren per finalitzat el 1847, moment en què l'assistent de l'arquitecte, M. Alain Baudu, refà l'estructura metàl·lica de la capella superior que subjecta els enormes vitralls de les cares oest, nord i sud. És en aquest moment, a més, quan s'inicia l'excavació de la façana nord de la Santa Capella.
A partir d'aleshores, es desconeixen els treballs que es continuaren realitzant a l'església gòtica degut a la manca d'informació. No fou fins a l'any 1850 que es troba documentada la destrucció de les voltes de la capella baixa que ja esdevenien runa, en les quals hi havia 273m³ de gravats. Es restaura els arcs i el transsepte de la capella alta i es pren la decisió d'enterrar un metre la capella, de tal manera que s'abaixa el subsòl i tot el perímetre de l'església. En aquest moment es comencen a col·locar els vitralls d'aquesta capella baixa i es restaura l'oratori de Sant Lluís, conjuntament amb quaranta-dos frescos de màrtirs, dues voltes de fusta i la cuculla exterior que es troba al centre de la nau.
Entre els treballs realitzats en el període del 1850 al 1855, es trobaven els del Baró de Guilhermy (1808-1879), que esdevingué un personatge de gran importància a causa dels seus extensos coneixements sobre els vitralls. Aquest fou el director arqueològic dels treballs de la Sainte Chapelle en aquest moment i tenia com a missió decidir si els vitralls de la capella havien de ser substituïts per uns de nous o, al contrari, podien ser conservats. També es gaudia de la presència de Louis Steinheil, ajudant del baró, i Antonine Lusson, responsable de la fabricació dels vitralls de la Santa Capella. Mitjançant la decisió de Guilhermy, tots els vitralls realitzats posteriorment al segle xiii foren extrets de la capella, substituint-los per uns de nous que seguien l'estil dels inicials i amb la iconografia relacionada amb els diferents personatges bíblics. Així doncs, l'any 1851 s'inicien aquests treballs de restauració dels vitralls dels absis i de la rosassa, una acció que suposa un cost de 127.000 francs. A més, es reintegren els dos altars de la nau, s'introdueixen cinc estàtues d'apòstols i es restauren dos dels arcs apuntats que es troben damunt la porta d'entrada i la seva arquivolta.
L'any 1855 l'inspector general informa, al ministre, el desig de tenir acabada aquesta restauració abans de l'Exposició Universal. En aquest moment, però, el pressupost al qual els restauradors s'havien de limitar en acordar el projecte, es veu reduït perquè Lassus el va sobrepassar. Aquesta desorganització mes la manca d'administració del capital va afectar l'exactitud dels comptes. En aquest moment, tot i no comptar amb els diners necessaris, es posa un parallamps a la Santa Capella. L'any següent, Lassus, demana un crèdit de 165.000 francs per tal de restaurar els medallons de l'església, la porta d'entrada i la pintura dels tres timpans de la façana occidental, l'última a decorar-se.
Així doncs, aquesta esdevé una restauració en la qual, Jean Baptiste Lassus, hi participà com un dels membres principals des de l'any 1836 al 1857, any de la seva mort. A partir d'aquest moment, Émile Boeswillwald, adopta el paper de Lassus i segueix amb el seu projecte inicial fins que és reemplaçat pel seu fill, Paul Boeswillwald, qui acaba amb la restauració de Lassus substituint el Crist en Majestat de Lassus i les representacions de les escenes de l'Eucaristia.